# André de Montbard
André de Montbard (1103-1156) est un des neuf premiers chevaliers de l'ordre du Temple, et le cinquième maître de l'ordre entre 1153 et 1156.

## Biographie
André de Montbard naît en 1103 au château de Montbard en Bourgogne. Il est le dernier fils du premier comte de Montbard, Bernard Ier († v. 1105), et de Humberge (de Roucy ?),. Il a cinq frères, dont l'aîné Raynard († v. 1120), seigneur de Montbard, et une sœur : sainte Alèthe de Montbard († 1107 ; mère de saint Bernard de Clairvaux, 1090-1153).

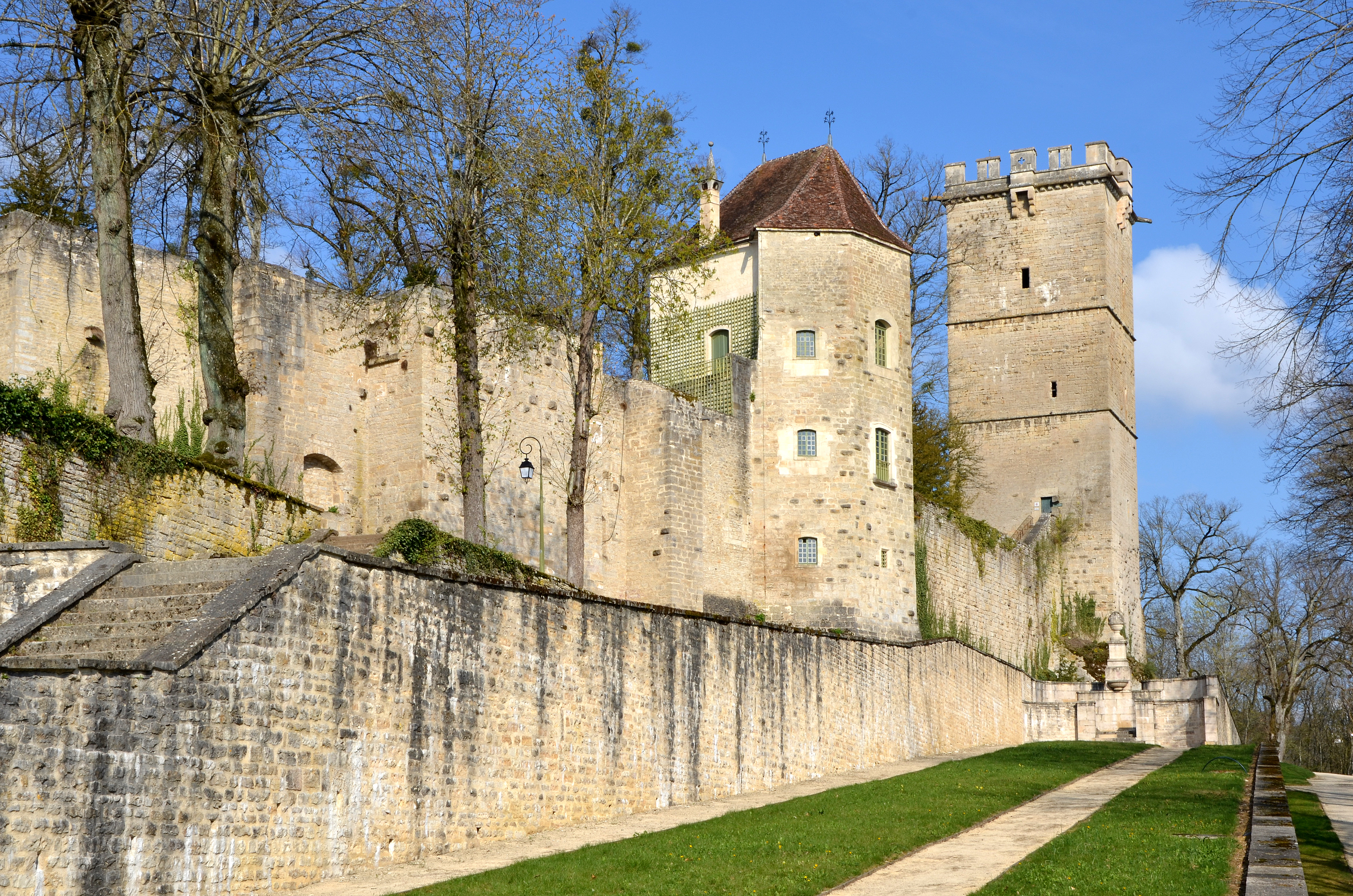
Château de Montbard (Xe siècle).
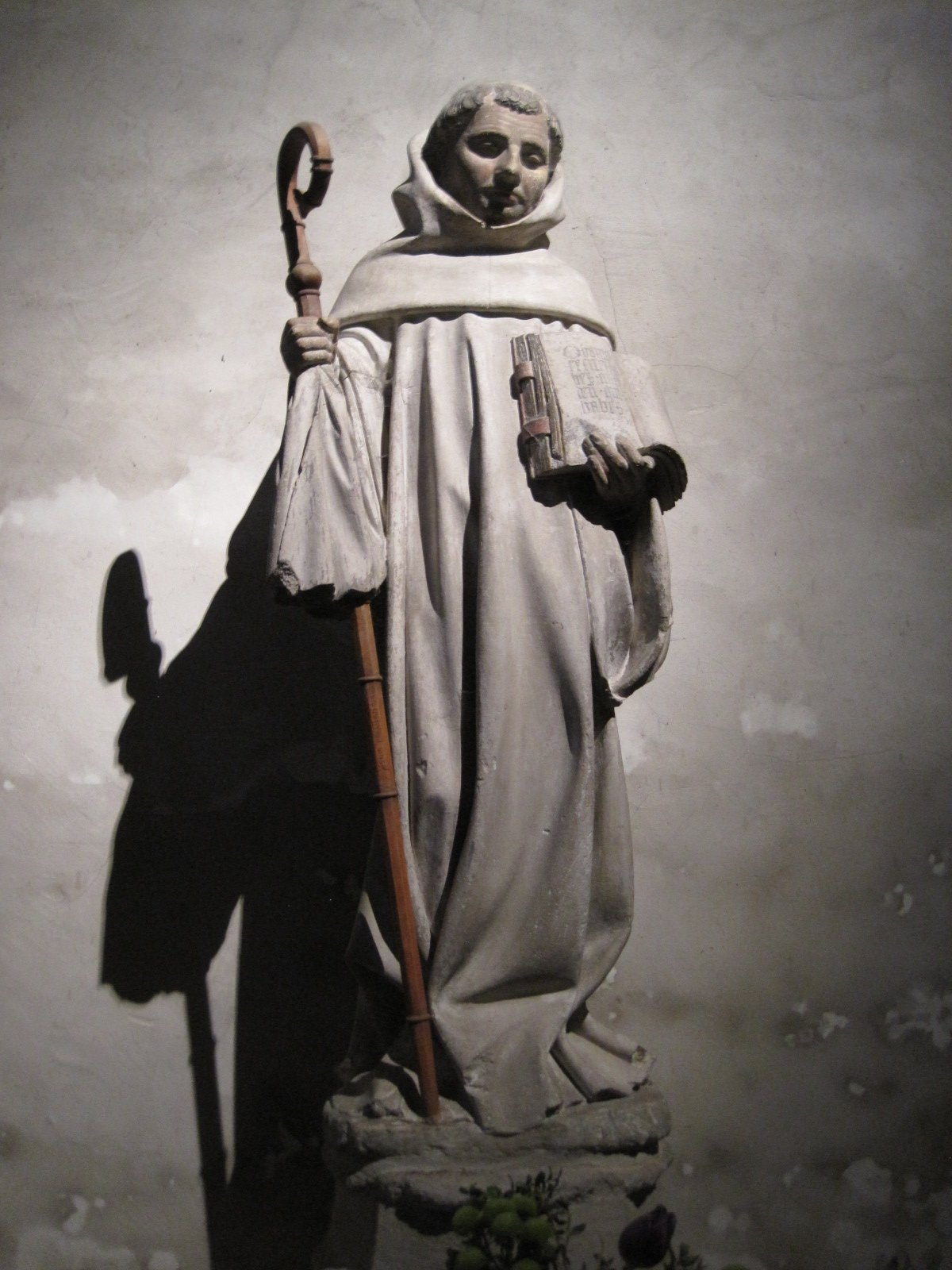
Saint Bernard.

Il fait partie avec les chevaliers Hugues de Payns et Godefroy de Saint-Omer, des neuf premier membres de l'ordre du Temple, officialisé le 23 janvier 1120 par le concile de Naplouse puis le 13 janvier 1129 par le concile de Troyes, date à partir de laquelle son neveu Bernard de Clairvaux en rédige la règle et les statuts.
En 1120, il semble que ce soit lui, accompagné par Godefroy de Saint-Omer, qui porte une lettre de Baudouin II de Jérusalem pour Bernard de Clairvaux dans laquelle il lui demande de l'aide afin d'obtenir une confirmation apostolique de l'ordre et une règle de vie précise pour ses membres,.
Engagé dans les croisades en Terre sainte, il devient rapidement sénéchal de l'Ordre, attesté de 1148 à 1151 (second grade après celui de maître de l'Ordre), et seconde le quatrième maître de l'Ordre Bernard de Tramelay probablement jusqu'au décès de ce dernier.
Après la disparition du maître de l'ordre en Palestine durant le siège d'Ascalon de 1153, il accepte à l'âge de 51 ans, étant le dernier des neuf fondateurs, de devenir le cinquième maître de l'Ordre. Il empêche ainsi l’élection de Guillaume II de Chanaleilles qui, en tant que favori du roi Louis VII de France, aurait permis à ce dernier de contrôler l'Ordre.[réf. nécessaire] La date de son élection est incertaine mais intervient sans doute à la fin de 1154, bien que la première mention de sa nouvelle fonction soit datée du 27 mai 1155 dans un acte du roi Baudouin III de Jérusalem.
Selon les sources, on trouve deux dates concernant sa mort. Le 17 janvier 1156 d'après le martyrologe de Reims. Le 17 octobre 1156, selon Laurent Dailliez qui cite l'obituaire de Bonlieu. Après plus de 30 ans de service, il aurait abandonné sa charge de maître à son successeur Bertrand de Blanquefort, puis se serait retiré comme le troisième maître de l'ordre, Évrard des Barres, à l'abbaye de Clairvaux, fondée par son neveu sur des terres offertes par son frère Raynard de Montbard.